# Kesswil
Kesswil − miejscowość i gmina (Politische Gemeinde) w północno-wschodniej Szwajcarii, w kantonie Turgowia, w okręgu (Bezirk) Arbon. Leży nad Jeziorem Bodeńskim. 

## Demografia
W Kesswil mieszkają 994 osoby. W 2021 roku 18,4% populacji gminy stanowiły osoby urodzone poza Szwajcarią. 

## Osoby

### urodzone w Kesswil
- Carl Gustav Jung, psycholog

## Transport
Przez teren gminy przebiegają drogi główne nr 13 i nr 473.